# Adaktylia
Adaktylia (łac. adactylia) – grupa rzadko występujących zaburzeń rozwojowych polegających na braku palców dłoni lub stóp.
Niektóre zespoły w których obrazie klinicznym występuje adaktylia to:
- Zespół aglosja-adaktylia – występujący głównie u dziewcząt brak lub niedorozwój języka (aglosja) wespół z brakiem jednego, kilku lub wszystkich palców rąk i stóp, a niekiedy syndaktylią, hipoplazją żuchwy (ptasi profil twarzy), gotyckim podniebieniem, aplazją dolnych siekaczy, zrostami śluzówek jamy ustnej oraz całkowitym lub częściowym odwrotnym ułożeniem trzewi albo odosobnioną dekstrokardią.
- Zespół Cenani-Lenza – dziedziczony autosomalnie recesywnie zespół charakteryzujący się mnogością zmian w szkielecie kończyn górnych i dolnych.
- Zespół Herrmanna-Palistera-Opitza – zespół wad przebiegający ze ścieśnieniem czaszki, zniekształceniem klatki piersiowej i szkieletu kończyn z brakiem III i IV palców, rozszczepem wargi i podniebienia, wnętrostwem i ciężkim niedorozwojem umysłowym.
- Zespół embiopatii pohydantoinowej powodowany przez działanie hydantoiny lub podobnych leków na rozwijający się płód. Zespół charakteryzuje się małą urodzeniową długością ciała, zmniejszeniem tempa wzrostu, opóźnieniem rozwoju psychoruchowego i umysłowego, małogłowiem, poszerzeniem szwu strzałkowego i ciemiączka przedniego, spłaszczeniem i poszerzeniem nasady nosa, hiperteloryzmem, zmarszczkami nakątnymi, opadaniem powiek, zezem, niskim osadzeniem małżowin usznych o zmienionej budowie, szerokimi ustami i wydatnymi wargami, rozszczepem podniebienia, niedorozwojem lub brakiem paznokci, palców lub dłoni, wydłużeniem kciuków, skróceniem i płetwistością szyi, wadami szkieletu i innymi wadami.